# (27711) Kirschvink
(27711) Kirschvink (1988 VT4) – planetoida z pasa głównego asteroid okrążająca Słońce w ciągu 3,47 lat w średniej odległości 2,29 j.a. Odkryta 4 listopada 1988 roku.